# Wati House
Wati House è un singolo dell'album L'Apogée del gruppo rap Sexion d'Assaut.